# Monte Carè Alto
Monte Carè Alto – trzeci pod względem wysokości szczyt grupy Alpi dell’Adamello e della Presanella. Leży w północnych Włoszech, w prowincji Trydent. Położony jest w podgrupie Adamello. Północne zbocza są całkowicie pokryte lodowcami Lares i Niscli. 
Pierwszego wejścia, 5 sierpnia 1865 r., dokonali H. F. Montgomery i S. Taylor.